# 武州中川站

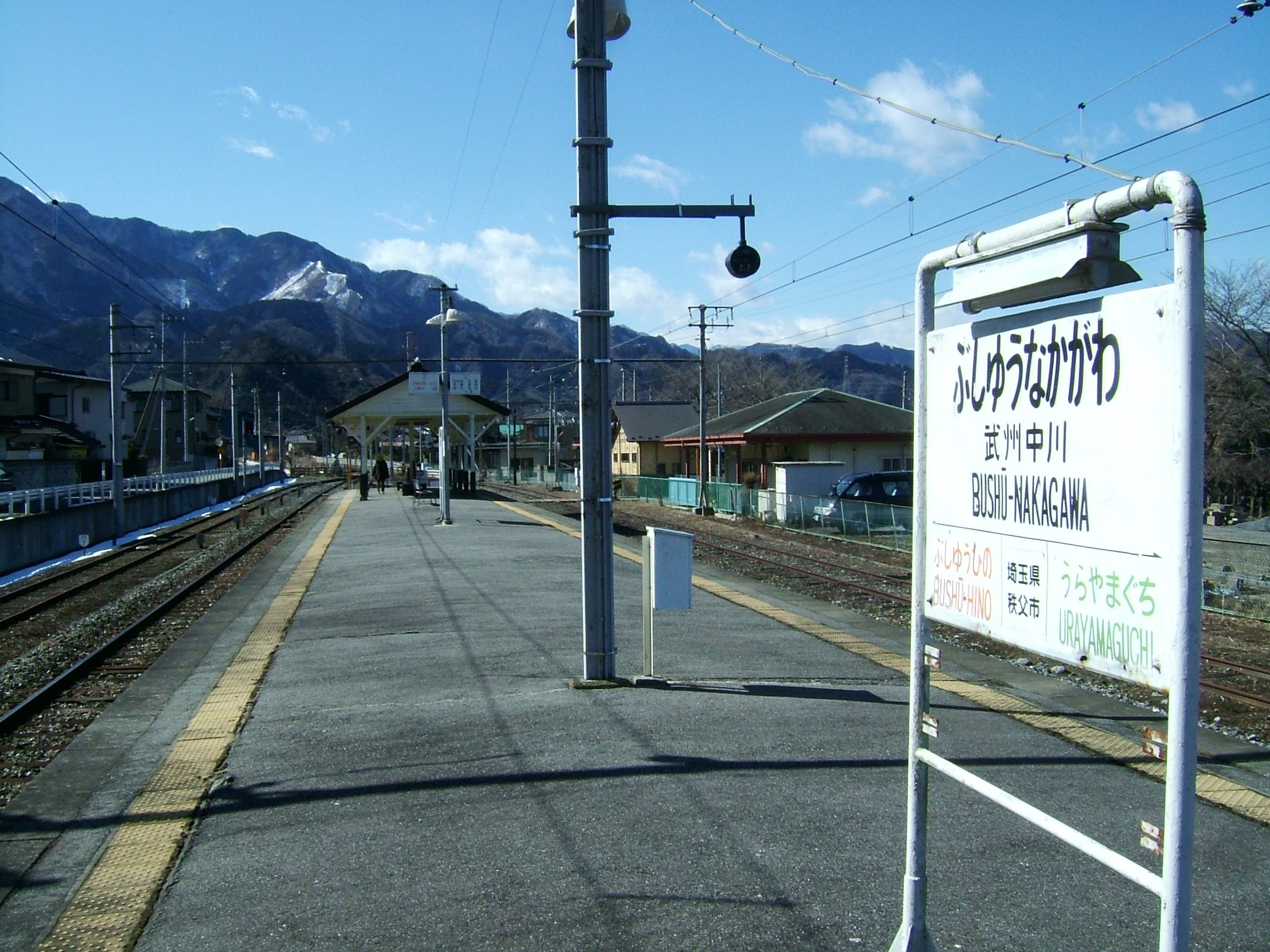
月台（2008年2月）

武州中川站（日语：／ Bushū-Nakagawa eki */?）是位於埼玉縣秩父市荒川上田野1451番5號，秩父鐵道的秩父本線車站。

## 歷史
- 1930年（昭和5年）：3月15日 - 車站啟用。
- 1941年（昭和16年）：連接石灰廠的索道開始使用[1]。
- 1984年（昭和59年）1月20日：結束貨物業務，索道停止使用[1]。

## 車站構造
此站是地面車站，設有1面2線的島式月台。此站是由秩父站管理的業務委託車站。
車站職員當值時間為平日的星期一、三、四7:50～16:50，和星期六日8:30～17:00，其餘時間沒有職員當值。
在檢票口外設有廁所。

### 月台
| 月台 | 路線    | 方向                                                                    |
| ---- | ------- | ----------------------------------------------------------------------- |
| 1    | ■秩父線 | 秩父、長瀞、寄居、熊谷、行田市、羽生、 ■西武線直通 飯能、所澤、池袋方向 |
| 2    | ■秩父線 | 三峰口方向                                                              |

曾經於車站南邊設有三峰石灰產業（當初公司名稱是關東石灰化工）貨物專用月台。在山腰設有工場，工場與貨運月台之間設有索道連接。在1941年（昭和16年），索道敷設完畢並開始使用。當初索道動力使用畜牲力量，在戰時改用電力。索道長約680米，軌距508毫米。平均坡度約千分之4。路軌重量每米9公斤，轉轍器使用尖軌轉轍器。在工場和車站一方為單線，中間部分為雙線。隨著國鐵貨物合理化，武州中川站於1984年（昭和59年）1月20日結束貨物業務，而索道也廢止。在2年後的1986年（昭和61年）7月12日，開始撒走路軌工程，約1個月時便把索道撤走。

## 使用狀況
- 在2018年度1日平均乘車人次為114人[2]。

| 年度               | 1日平均 乘車人次 |
| ------------------ | ---------------- |
| 2009年（平成21年） | 175              |
| 2010年（平成22年） | 161              |
| 2011年（平成23年） | 157              |
| 2012年（平成24年） | 158              |
| 2013年（平成25年） | 152              |
| 2014年（平成26年） | 156              |
| 2015年（平成27年） | 145              |
| 2016年（平成28年） | 138              |
| 2017年（平成29年） | 128              |
| 2018年（平成30年） | 114              |

## 車站周邊
- 荒川
- 國道140號
- 秩父市政廳荒川綜合分所（舊・荒川村（日语：荒川村 (埼玉県)）公所）
- 秩父市立荒川東小學
- JA秩父荒川分店、荒川農産物直銷處[3] - 站前
- 上田野郵局
- 清雲寺之垂枝櫻花  - 埼玉縣的自然紀念物
- 櫻井太傳治商店（THE ALFEE的成員，櫻井賢（日语：桜井賢）的家）

## 相鄰車站
秩父鐵道
秩父本線
SL「Paleo Express」、急行「秩父路」
通過（臨時列車會臨時停靠此站）
普通
浦山口－武州中川－武州日野

## 注腳
1. 1 2 3  秋谷治人、堤一郎. . 鐵道畫刊 (電氣車研究會). 1989年1月, (506): 85 – 90.
2. ↑  【掲載】０９、運輸・TRANSPORTATION （页面存档备份，存于）（日語）
3. ↑  荒川農産物直売所 （页面存档备份，存于）（日語） - JA秩父

## 外部連結
- 車站情報 武州中川站（秩父鐵道） （页面存档备份，存于）（日語）